# 罗巴卡珀牺牲者纪念碑

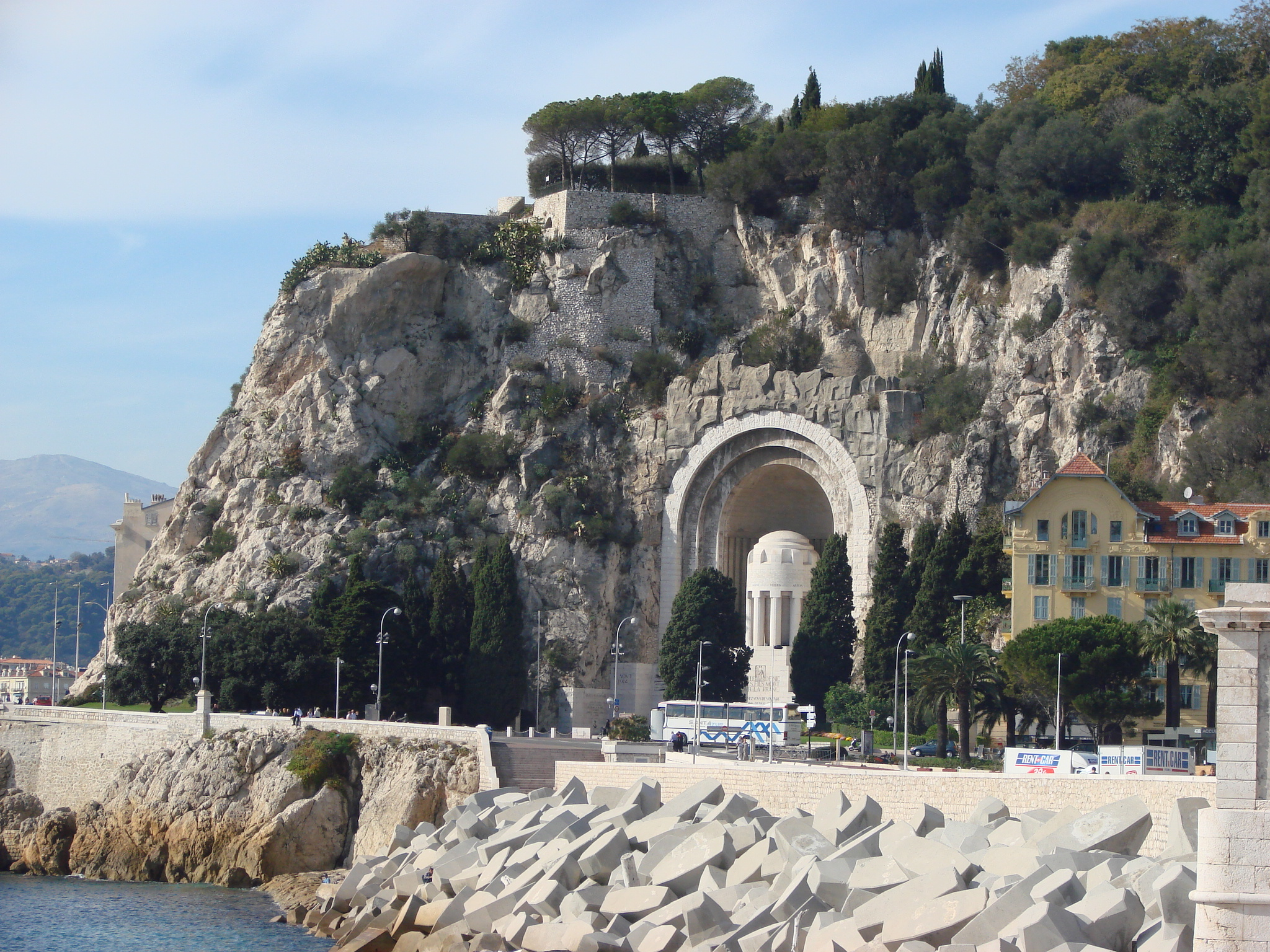

罗巴卡珀牺牲者纪念碑（monument aux morts de Rauba-Capeù）位于法国尼斯的罗巴卡珀堤岸（Quai Rauba-Capeù）。
罗巴卡珀牺牲者纪念碑动工于1924年11月11日，1927年建成，建筑师是Roger Séassal。1928年1月28日福煦元帅为其揭幕。
纪念碑高32米，纪念第一次世界大战期间尼斯的3665位死者。
这座纪念碑于2000年11月28日获得“二十世纪遗产”称号，2010年2月22日和2011年5月24日列为法国历史古迹。